# 小行星8106
小行星8106（8106 Carpino）是一颗绕太阳运转的小行星，为主小行星带小行星。该小行星于1994年12月23日发现。

## 轨道参数
小行星8106的轨道半长轴为2.4103614 UA，离心率为0.219。